# Мютцених, Рольф
Рольф Мютцених (нем. Rolf Heinrich Mützenich; род. 25 июня 1959) — немецкий политик из Социал-демократической партии Германии (СДПГ), который с июня 2019 г. занимает пост председателя парламентской группы СДПГ в Бундестаге.

## Биография
Мютцених родился в 1959 году в Кёльне, изучал политологию и историю в Бременском университете и в 1991 году получил докторскую степень.
Мютцених вступил в СДПГ в 1975 году. 
После получения докторской степени Мютцених присоединился к Министерству труда, здравоохранения и социальных дел земли Северный Рейн-Вестфалия. С 1993 года он работал научным сотрудником в парламентской группе СДПГ в парламенте земли Северный Рейн-Вестфалия, пока в 1998 году не вернулся в министерство социальных дел земли под руководством министра Ильзе Брусис. С 2001 по 2002 год он занимал должность начальника штаба председателя парламента земли Северный Рейн-Вестфалия Ульриха Шмидта.
Он был членом Бундестага Германии с национальных выборов 2002 года, представляя Кельн. С 2002 по 2013 год он работал в Комитете по иностранным делам. Он также был членом Подкомитета по разоружению, контролю над вооружениями и нераспространению с 2006 по 2009 год.
Помимо работы в комитете, Мютцених в прошлом возглавлял немецко-иранскую парламентскую группу дружбы (2006–2009 гг.) и немецко-японскую парламентскую группу дружбы (2010–2013 гг.).
В парламентской группе СДПГ Мютцених принадлежит к левому движению «Парламентские левые». Он входил в состав внутренних рабочих групп по Ближнему Востоку (2005–2009 гг.) и Афганистану и Пакистану (2009–2013 гг.). С 2009 по 2013 год он был представителем группы по внешней политике. Позже он стал заместителем председателя парламентской группы под руководством сменявших друг друга председателей Томаса Опперманна (2013–2017 гг.) И Андреа Налес (2017–2019 гг.).
На переговорах о формировании коалиционного правительства под руководством канцлера Ангелы Меркель после федеральных выборов 2017 года Мютцених входил в состав рабочей группы по внешней политике, возглавляемой Урсулой фон дер Ляйен, Гердом Мюллером и Зигмаром Габриэлем.
В июне 2019 года Мютцених стал исполняющим обязанности председателя парламентской группы СДПГ после поразительного смещения Андреа Налес.